# Fischteich (Kluß)
Der Fischteich nahe dem Wismarer Ortsteil Kluß liegt mit seinem südlichen Teil überwiegend in der Gemeinde Dorf Mecklenburg im Landkreis Nordwestmecklenburg etwa 1000 Meter östlich der Bundesstraße 106. Das Gewässer ist wenig gegliedert mit ausgeprägter Nordbucht und liegt in einer flachen Toteisdepression, welche in der Nacheiszeit vermoorte. Die Nordspitze gehört zum Stadtgebiet von Wismar. Der Wallensteingraben führt, nur durch einen Wall getrennt, nördlich am See vorbei. Der Fischteich gehört zum Naturschutzgebiet Teichgebiet Wismar-Kluß. Am Nordufer des Gewässers befindet sich das kleine Örtchen Kluß. Die Bahnstrecke Ludwigslust–Wismar führt westlich sehr nahe am Teich vorbei. Er hat eine Nord-Süd-Ausdehnung von etwa 350 Metern und eine West-Ost-Ausdehnung von etwa 730 Metern.